# Biografielijst Tf

## Tfe
- Julien t' Felt (1874-1933), Belgisch kunstschilder en afficheontwerper